# Setanta-tres
El setanta-tres és un nombre natural que segueix el setanta-dos i precedeix el setanta-quatre. És un nombre primer, que s'escriu 73 o LXXIII segons el sistema de numeració emprat.

## En altres dominis
- És el nombre atòmic del tàntal.[2]
- Designa l'any 73 i el 73 aC.
- 73 en el sistema octal es nota 111, és a dir com a nombre uniforme.[3]